# Miodrag Mirović
Miodrag Mirović Miško (Ulcinj, 9. maja 1934 — 15. septembra 1996) bio je jugoslovenski i crnogorski turistički privrednik i političar, poznat po razvoju turizma na Adi Bojani.

## Biografija
Rođen, 9. maja 1934. godine u Ulcinju, u koji se njegova porodica doselila iz Kuča. Učiteljsku školu završio u Beranama. Prirodno-matematički fakultet, odsek geografija završio u Beogradu, a magistrirao na Geografskom fakultetu u Beogradu.
Po povratku u Ulcinj, radio je u turističkoj industriji, gde je 1962. godine imenovan za generalnog direktora HTP Ulcinjska rivijera. U vreme njegovog mandata su izgrađeni hoteli na Velikoj plaži, i 1973. godine osmislio i izgradio turistički kompleks na Adi Bojani. „Pokojni Mirović bio je jedan od najboljih turističkih radnika u bivšoj Jugoslaviji. Bio je veliki vizionar i on je najzaslužniji što turističko-naturistički kompleks na Adi, 2024. godine, slavi pola vijeka postojanja”, kaže Ulcinjanin Dželal Hodžić. Uspeh sa projektom turističkog naselja na Adi je doveo do njegovog postavljenja na mesto generalnog direktora Montenegroturista 1978. godine, a 1981. postaje predsednik Turističkog saveza Jugoslavije.
Od 1982. do 1984. godine je bio predsednik opštine Ulcinj. U vreme njegovog mandata, završeno je nekoliko javnih zgrada i današnji Bulevar Skenderbega, tadašnji Bulevar Maršala Tita. U septembru 1982. godine, kao predsednik Saveta za bezbednost opštine Ulcinj, uputio je dokument Centralnom komitetu Saveza komunista Crne Gore, gde navodi preduzete mere za očuvanje reda i mira, unapređenje prikupljanja boravišnih taksi, i status naselja K1 u Štoju, za koji je zaključeno da se treba ukloniti, ugovor o prodaji zemljišta anulirati, i isplatiti vrednost ugovora vlastima SAP Kosova.
U periodu 1986—1988. godine je savezni sekretar za turizam SFR Jugoslavije.
Na poziv crnogorske vlade, 1992. godine postaje generalni direktor HTP Budvanska rivijera. Za vreme njegovog mandata, 1992-1996. godine, uprkos sankcijama, Budvanska rivijera postaje jedno od retkih državnih preduzeća koje posluje sa pozitivnim rezultatima iako nije prodat nijedan hotel u njenom sastavu.
Preminuo je 15. septembra 1996. godine, u Beogradu.